# Świerczyna (powiat drawski)
Świerczyna (niem. Groß Linichen) – wieś w Polsce, położona w województwie zachodniopomorskim, w powiecie drawskim, w gminie Wierzchowo. W miejscowości mieszkają 823 osoby (stan na 2007 rok).
W latach 1946–1954 miejscowość była siedzibą gminy Świerczyna. W latach 1975–1998 miejscowość należała administracyjnie do województwa koszalińskiego.
W skład sołectwa Świerczyna wchodzą także osady Danowice i Dębniewice.

## Nazwa
15 marca 1947 r. nadano miejscowości polską nazwę Świerczyna.

## Położenie
Świerczyna leży ok. 12,5 km na wschód od siedziny gminy – Wierzchowa, nad rzeką Świerczyniec. Do drogi wojewódzkiej nr 177 jest 4,5 km na zachód, z kolei do drogi wojewódzkiej nr 163 jest 7,5 km na północny wschód. Do siedziby powiatu – Drawska Pomorskiego – jest niespełna 40 km.

## Komunikacja
W Świerczynie znajduje się przystanek kolejowy nieczynnej linii kolejowej nr 416.
Miejscowość znajduje się na trasie połączenia PKS-u Złocieniec – Wałcz.

## Oświata i kultura
W Świerczynie znajduje się zespół szkół: przedszkole oraz szkoła podstawowa. Prężnie rozwijał się w przeszłości ruch artystyczny. Poza granicami ówczesnego województwa koszalińskiego znane są: dziecięcy zespół wokalny „Kropelki” a kiedyś blues-rockowe zespoły „GHS” i „Baza nr 13”. Obecnie tradycje te kontynuuje zespół "Świerczynianki".

## Sport
W Świerczynie od lat 50. XX w. działa jeden z najstarszych w województwie zachodniopomorskim wiejskich klubów sportowych – Klub Sportowy Drzewiarz, posiadający jedną sekcję piłki nożnej, w klasie okręgowej.